# 새만금개발공사
새만금개발공사(새萬金開發公社)는 새만금 사업을 위해 대한민국 정부 출자로 설립한 공사다. 

## 같이 보기
- 새만금개발청